# Берешть (Вилча)
Берешть, Берешті (рум. Berești) — село у повіті Вилча в Румунії. Входить до складу комуни Лепушата.
Село розташоване на відстані 172 км на захід від Бухареста, 32 км на південний захід від Римніку-Вилчі, 70 км на північ від Крайови, 147 км на південний захід від Брашова.

## Населення
За даними перепису населення 2002 року у селі проживали 411 осіб, усі — румуни. Усі жителі села рідною мовою назвали румунську.